# Gusinje
Gusinje (serbocroata cirílico: Гусиње; pronunciación: [ɡǔsiɲe]; albanés: Gucia) es una villa de Montenegro situada en el este del país, junto a la frontera con Albania. Hasta 2014 era una localidad del municipio de Plav, pero luego de una segregación municipal es actualmente la capital del municipio de Gusinje.
En 2011 tiene una población de 1673 habitantes, la tercera parte de la población del actual municipio. Por su ubicación en la frontera albanesa y en la región histórica del Sandžak, es una de las principales localidades islámicas del país: a fecha de 2003 los bosníacos, yugoslavo-musulmanes y albaneses suman más del 90% de la población, habiendo solo un 5% de población serbo-montenegrina.
Se conoce su existencia desde el siglo XIV y durante siglos ha sido un lugar habitado a partes iguales por albaneses y eslavos.
Se sitúa sobre la carretera P9, que une Plav con el norte de Albania.